# ناينتي سيكس (كارولاينا الجنوبية)
ناينتي سيكس (بالإنجليزية: Ninety Six, South Carolina)‏ هي بلدة أمريكية تقع في الولايات المتحدة في Greenwood County. يقدر عدد سكانها بـ 1,936 نسمة ومساحتها 3.8 كم2 وترتفع عن سطح البحر 167 متر.

## التركيبة السكانية
حدّد مكتب تعداد الولايات المتحدة بيانات التركيبة السكانية لناينتي سيكس في تعداد الولايات المتحدة. في ما يلي، التركيبة السكانية حسب تعدادي 2000 و2010.

### تعداد عام 2000
بلغ عدد سكان ناينتي سيكس 1,936 نسمة بحسب تعداد عام 2000، وبلغ عدد الأسر 820 أسرة وعدد العائلات 561 عائلة مقيمة في البلدة. في حين سجلت الكثافة السكانية 410.2 نسمة لكل كيلومتر مربع (1,062.4/ميل2). وبلغ عدد الوحدات السكنية 904 وحدة بمتوسط كثافة قدره 191.5 لكل كيلومتر مربع (496.0/ميل2).
وتوزع التركيب العرقي للبلدة بنسبة 76.50% من البيض و22.73% من الأمريكيين الأفارقة و0.15% من الأمريكيين الأصليين و0.05% من الأمريكيين ذوي الأصول الآسيوية و0.21% من الأعراق الأخرى و0.36% من عرقين مختلطين أو أكثر و0.52% من الهسبانيون أو اللاتينيون من أي عرق.
بلغ عدد الأسر 820 أسرة كانت نسبة 35.5% منها لديها أطفال تحت سن الثامنة عشر تعيش معهم، وبلغت نسبة الأزواج القاطنين مع بعضهم البعض 47.1% من أصل المجموع الكلي للأسر، ونسبة 17.6% من الأسر كان لديها معيلات من الإناث دون وجود شريك،  بينما كانت نسبة 3.8% من الأسر لديها معيلون من الذكور دون وجود شريكة وكانت نسبة 31.6% من غير العائلات. تألفت نسبة 29.3% من أصل جميع الأسر من عدة أفراد يعيشون في نفس المنزل ونسبة 16% كانت تتألف من شخص يعيش بمفرده يبلغ من العمر 65 عاماً أو أكثر. وبلغ متوسط حجم الأسرة المعيشية 2.36، أما متوسط حجم العائلات فبلغ 2.90.
بلغ العمر الوسطي للسكان 38.2 عاماً. وكانت نسبة 24.9% من القاطنين تحت سن الثامنة عشر، وكانت نسبة 7.4% بين الثامنة عشر والرابعة والعشرين عاماً، ونسبة 27.7% كانت واقعةً في الفئة العمرية ما بين الخامسة والعشرين والرابعة والأربعين عاماً، ونسبة 22.9% كانت ما بين الخامسة والأربعين والرابعة والستين، ونسبة 17.1% كانت ضمن فئة الخامسة والستين عاماً فما فوق. يوجد لكل 100 أنثى 81.1 ذكر، ويوجد لكل 100 أنثى في الثامنة عشر من عمرها فما فوق 78.0 ذكر.
بلغ متوسط دخل الأسرة في البلدة 33,423 دولارًا، أما متوسط دخل العائلة فبلغ 39,550 دولارًا. وكان متوسط دخل الذكور 30,978 دولارًا مقابل 25,034 دولارًا للإناث. وسجل دخل الفرد الخاص بالبلدة 15,648 دولارًا. وكانت نسبة 7% من العائلات ونسبة 8.3% من السكان تحت خط الفقر، وكان من هؤلاء نسبة 8.6% تحت سن الثامنة عشر ونسبة 8.7% في الخامسة والستين من العمر وما فوق.

### تعداد عام 2010
بلغ عدد سكان ناينتي سيكس 1,998 نسمة بحسب تعداد عام 2010، وبلغ عدد الأسر 812 أسرة وعدد العائلات 556 عائلة مقيمة في البلدة. في حين سجلت الكثافة السكانية 423.3 نسمة لكل كيلومتر مربع (1,096.3/ميل2). وبلغ عدد الوحدات السكنية 882 وحدة بمتوسط كثافة قدره 186.9 لكل كيلومتر مربع (484.1/ميل2).
وتوزع التركيب العرقي للبلدة بنسبة 78.23% من البيض و19.72% من الأمريكيين الأفارقة و0.25% من الأمريكيين الأصليين و0.40% من الأمريكيين ذوي الأصول الآسيوية و0.45% من الأعراق الأخرى و0.95% من عرقين مختلطين أو أكثر و1.20% من الهسبانيون أو اللاتينيون من أي عرق.
بلغ عدد الأسر 812 أسرة كانت نسبة 38.1% منها لديها أطفال تحت سن الثامنة عشر تعيش معهم، وبلغت نسبة الأزواج القاطنين مع بعضهم البعض 44.7% من أصل المجموع الكلي للأسر، ونسبة 19.2% من الأسر كان لديها معيلات من الإناث دون وجود شريك،  بينما كانت نسبة 4.6% من الأسر لديها معيلون من الذكور دون وجود شريكة وكانت نسبة 31.5% من غير العائلات. تألفت نسبة 29.6% من أصل جميع الأسر من عدة أفراد يعيشون في نفس المنزل ونسبة 15.1% كانت تتألف من شخص يعيش بمفرده يبلغ من العمر 65 عاماً أو أكثر. وبلغ متوسط حجم الأسرة المعيشية 2.46، أما متوسط حجم العائلات فبلغ 3.04.
بلغ العمر الوسطي للسكان 37.6 عاماً. وكانت نسبة 29% من القاطنين تحت سن الثامنة عشر، وكانت نسبة 8.1% بين الثامنة عشر والرابعة والعشرين عاماً، ونسبة 23.4% كانت واقعةً في الفئة العمرية ما بين الخامسة والعشرين والرابعة والأربعين عاماً، ونسبة 22.3% كانت ما بين الخامسة والأربعين والرابعة والستين، ونسبة 17.2% كانت ضمن فئة الخامسة والستين عاماً فما فوق. وتوزع التركيب الجنسي للسكان بنسبة 45.8% ذكور و54.2% إناث.

## أعلام
- كال دراموند
- جون دبليو. دراموند